# Ферхат Диноша
Ферхат Диноша (рођен као Ферхат Љуљановић, 1954) је тренутни амбасадор Црне Горе у самопроглашеној Републици Косово и бивши министар људских и мањинских права у Влади Црне Горе. Члан је Демократске уније Албанаца.
Предсједник Удружења Црногораца Косова, Слободан Вујичић је отужио Диношу да разбија црногорску заједницу на Косову и Метохији и да је кћерку запослио на РТК2, редакцији на црногорском језику и тако одузео право да се неко из црногорске заједнице запосли на то радно мјесто.